# Großschweidnitz
Großschweidnitz (górnołuż. Swóńca) – miejscowość i gmina w Niemczech, w kraju związkowym Saksonia, w okręgu administracyjnym Drezno, w powiecie Görlitz, wchodzi w skład wspólnoty administracyjnej Löbau.